# 노먼 리더스
노먼 리더스(Norman Reedus, 1969년 1월 6일 ~ )는 미국의 배우, 전직 모델이다.

## 출연 작품

### 영화
- Floating (1997)
- Six Ways to Sunday (1997)
- 미믹 (1997)
- 원나잇 크라임 (1998, Reach the Rock)
- 다크 하버 (1998, Dark Harbor)
- 분닥 세인트 (1999)
- 8미리 (1999)
- 나쁜 종자 (2000, Preston Tylk)
- Sand (2000)
- Beat (2000)
- 가십 (2000, Gossip)
- Luster (2002)
- 듀스 와일드 (2002)
- 블레이드 2 (2002)
- Tough Luck (2003)
- 옥테인 (2003)
- Until the Night (2004)
- Antibodies (2005, Antikörper)
- 악명높은 베티 페이지 (2005)
- 13 Graves (2006)
- 크라임 (2006, Un crime)
- Moscow Chill (2007, Мороз по коже)
- 아메리칸 갱스터 (2007)
- 히어로 원티드 (2008, Hero Wanted)
- 캐딜락 레코드 (2008)
- 분닥 세인트 2 (2009)
- 메신저 2 (2009)
- 팬도럼 (2009)
- 메스카다 (2010, Meskada)
- 음모자 (2010)
- Ollie Klublershturf vs. The Nazis (2010) - 단편
- 헬로우 헤르만 (2012, Hello Herman)
- 폰 샵 클로니클스 (2013)
- 선라이트 주니어 (2013)
- 좀비 워크: 살아있는 고기들의 행진 (2013, Dead Meat Walking: A Zombie Walk Documentary) - 다큐멘터리
- 스트레치 (2014) - 본인 역
- Sky (2015)
- 얼어붙은 문명 (2015)
- 트리플 9 (2016)
- 더 바이크라이더스 (2023)
- 발레리나 (2024)

### 텔레비전
- 마스터즈 오브 호러 - 담배 자국(John Carpenter's Cigarette Burns) 편 (2005)
- 성범죄수사대: SVU (2006)
- 하와이 파이브-0 (2010)
- 워킹 데드 (2010-22)
- 아메리칸 대드! (2016) - 목소리
- 로봇 치킨 (2017) - 목소리
- 워킹 데드: 데릴 딕슨 (2023)